# ريد ديد ريفولفر
ريد ديد ريفولفر هي لعبة فيديو من نوع عالم مفتوح وأكشن–مغامرات من تطوير ونشر روكستار جيمز.  تدور أحداث القصة في ثمانينيات القرن التاسع عشر، أثناء الغرب المتوحش، حول صائد الجوائز ريد هارلو للانتقام بعد مقتل والديه. يسمح وضع تعدد اللاعبين المحلي لما يصل إلى لاعبين بمواجهة بعضهما البعض أو ضد روبوتات يتحكم فيها الذكاء الاصطناعي.

## روابط خارجية
- الموقع الرسمي